# Aubrey Morris
Aubrey Jack Steinberg conocido como Aubrey Morris (Portsmouth, Hampshire, 1 de junio de 1926 - Los Ángeles, 15 de julio de 2015) fue un actor inglés, quizás más conocido por sus papeles como actor en La naranja mecánica y en El hombre de mimbre.

## Primeros años y carrera
Morris era uno de los nueve hijos de Morry y Becky Morris. Uno de sus hermanos, Wolfe Morris, fue también actor. Sus abuelos eran de Kiev, y escaparon de los pogromos antijudíos de Rusia, llegando a Londres, alrededor del año 1890. La familia se mudó a Portsmouth tras el inicio del siglo XX. Aubrey asistió a la Universidad Municipal de Portsmouth y a la RADA. Su primer papel como actor de teatro tuvo lugar en 1944 en el Regent's Park Open Air Theatre en The Winter's Tale. De 1954 a 1956 actuó en el Old Vic y también actuó en Broadway.

## Cine y televisión
Morris participó en más de cincuenta películas, incluyendo Love and Death (1975), Lisztomania (1975) y The Adventure of Sherlock Holmes' Smarter Brother (1975). También actuó en varios programas de televisión, debutó en la comedia de la BBC Fly away Peter (1948). Aunque la mayoría de sus trabajos como actor tuvieron lugar en Inglaterra, como Z-Cars y Lovejoy, también actuó en programas estadounidenses como  Colombo, en un episodio titulado Cenizas a las cenizas (1988).

## Filmografía

### Cine
- The Quare Fellow (1962) - Silvertop
- Night Caller from Outer Space (1965) - Thorburn
- The Great St Trinian's Train Robbery (1966) - Hutch
- The Sandwich Man (1966) - Cedric
- Up the Junction (1968) - Creely
- Si hoy es martes, esto es Bélgica (1969 - Harry Dix
- La naranja mecánica (1971) - P. R. Deltoid
- Blood from the Mummy's Tomb (1971) - Doctor Putnam
- Go for a Take (1972) - Director
- The Wicker Man (1973) - jardinero
- Un hombre en casa (1974) - Profesor
- Love and Death (1975) - Soldado
- Lisztomania  (1975) - Mánager
- The Adventure of Sherlock Holmes' Smarter Brother (1977) - Entrenador
- S.O.S. Titanic (1979) - Steward John Hart
- Oxford Blues (1984) - Doctor Quentin Boggs
- The Zany Adventures of Robin Hood (1984) - Arzobispo
- Lifeforce (1985) - Sir Percy Heseltine
- The Rachel Papers (1989) - Sir Herbert
- My Girl 2 (1994) - Alfred Beidermeyer
- Bordello of Blood (1996) - McCutcheon
- Bram Stoker's Legend of the Mummy (1998) - Doctor Winchester
- Visioneers (2008) - Viejo Jeffers

### Televisión
- Catweazle - Profesor Ludwig Ziebrecken
- City Beneath the Sea (1962)
- Tales from the Crypt (1990) - Freddy
- Reilly, Ace of Spies - Mendrovovich
- Ripping Yarns - Grosvenor
- The Prisoner
- El santo - Pebbles
- Los vengadores (1965)
- Babylon 5 - Duncan
- Alta tensión - Fortunato Santos en un episodio, Tamasio en otro.
- The Sweeney - jugador extranjero.
- Space: 1999 - Petros
- Armchair Theatre - 6 episodios, incluido en el que aparece como Joe.
- Deadwood - Chesterton
- On the Buses  - Consejero matrimonial
- It's Always Sunny in Philadelphia - Doctor Zimmerman